# Godło Osetii Północnej

Godło Północnej Osetii

Godło Północnoosetyjskiej ASRR

Godło Północnej Osetii przedstawia złotą panterę śnieżną na tle siedmiu białych gór, stojącą na złotych wzgórzach. Niebo w oddali ma kolor czerwony. Barwy te nawiązują do kolorów osetyjskiej flagi, góry symbolizują typowy krajobraz kraju, zaś pantera – wolność, niezależność. Tarcza godła ma formę okrągłą.
Godło zostało przyjęte 24 listopada 1994 r. Zastąpiło ono (praktycznie nieużywane od kilku lat) godło z czasów ZSRR.

## Godło Północnej Osetii w okresie Związku Radzieckiego
Obowiązujący za czasów Związku Radzieckiego symbol Północnej Osetii-Alanii tj. ówczesnej Północnoosetyjskiej ASRR w żaden sposób nie nawiązywał do specyfiki kraju. Był on nieznacznie zmienionym godłem Rosyjskiej FSRR, której część stanowiła Północnoosetyjska ASRR. Godło to zawierało typowe elementy godeł republik związkowych ZSRR. W centralnym miejscu umieszczona była czerwona tarcza a na niej – złoty sierp i młot – symbol sojuszu robotniczo chłopskiego oraz najważniejszy element godła Związku Radzieckiego, a pod nimi – wschodzące słońce – mające wyrażać świt, początek nowej ery w życiu kraju. W górnej części tarczy znajdowały się litery PCФCP (skrót od Российская Советская Федеративная Социалистическая Республика – Rosyjska Federacyjna Socjalistyczna Republika Radziecka). Całość otoczona była przez wieniec złożony z 14 kłosów zboża. Umieszczenie symbolu zboża w godle z jednej strony podkreślało znaczenie rolnictwa, a zwłaszcza tych właśnie roślin dla gospodarki kraju oraz symbolizowało dobrobyt, a z drugiej – nawiązywało do graficznego wyglądu godła ZSRR. U góry, u zbiegu obu wieńców umieszczono czerwoną pięcioramienną gwiazdę – oznaczającą zwycięstwo komunizmu w pięciu częściach świata, natomiast u dołu, na czerwonej wstędze znajdowało się wezwanie do jedności proletariatu. 
Modyfikacja ówczesnego północnoosetyjskiego godła w stosunku do symbolu Rosyjskiej FSRR polegała na umieszczeniu na nim dwujęzycznego (rosyjskiego i osetyjskiego) napisu z częściowo skróconą nazwą północnoosetyjskiej autonomii oraz dwujęzycznym wezwaniu do jedności proletariatu – „Proletariusze wszystkich krajów, łączcie się!” (w godle Rosyjskiej FSRR napis ten był tylko w wersji rosyjskojęzycznej).

## Godło Osetii Południowej

Godło Osetii Południowej

Niemal identyczne z północnoosetyjskim godło przyjęła także w maju 1998 r. separatystyczna gruzińska republika Południowej Osetii. Jedyną różnicą między nimi, poza drobnymi szczegółami rysunku, jest to, iż godło południowoosetyjskie dookoła tarczy herbowej posiada napis z nazwą państwa w języku rosyjskim i osetyjskim.